# Клипичешти (Вранча)
Клипичешти (рум. Clipicești) насеље је у Румунији у округу Вранча у општини Цифешти. Oпштина се налази на надморској висини од 191 m.

## Становништво
Према подацима из 2002. године у насељу је живело 543 становника, од којих су сви румунске националности.